# Neitersen
Neitersen là một đô thị thuộc huyện Altenkirchen, trong bang Rheinland-Pfalz, phía tây nước Đức. Đô thị Neitersen có diện tích 5,64 km², dân số thời điểm ngày 31 tháng 12 năm 2006 là 839 người.
Neitersen có cự ly 4 dặm Anh về phía tây nam của Altenkirchen bên sông Wied. Đô thị này có các làng Neiterschen, Niederölfen, Kahlhardt, Fladersbach và Neitersen. 